# Теорема Сильвестра
Теорема Сильвестра — классический результат комбинаторной геометрии о конфигурациях прямых на плоскости.

## Формулировка
На плоскости дано конечное число точек, причём такое, что любая прямая, проходящая через две из данных точек, содержит ещё одну данную точку. 
Тогда все данные точки лежат на одной прямой.

## О доказательствах
Теорема Сильвестра знаменита тем, что её довольно сложно доказать напрямую и при этом
простое доказательство состоит в переходе к её двойственной переформулировке:
| Если на плоскости дано такое конечное множество прямых, что через любую точку пересечения двух данных прямых проходит еще одна из них, то все они проходят через одну точку или параллельны. |

### Доказательство двойственной переформулировки
Пусть одна из данных прямых {\displaystyle \ell } не проходит через одну из точек пересечения {\displaystyle P}.
Найдём точку пересечения и прямую, для которых расстояние меньше, чем от {\displaystyle P} до {\displaystyle \ell }.
Поскольку число пересечений конечно, это даст противоречие. Случай, когда через {\displaystyle P} проходит прямая, не параллельная {\displaystyle \ell }, изображён на рисунке. Если же проходящая через {\displaystyle P} третья прямая параллельна прямой {\displaystyle \ell }, то рассмотрим треугольник {\displaystyle A'B'P'}, средние линии которого образуют треугольник {\displaystyle ABP}, где {\displaystyle A} и {\displaystyle B} — точки пересечения двух проходящих через {\displaystyle P} прямых с прямой {\displaystyle \ell }. Если третья проходящая через {\displaystyle A} прямая не пересекает отрезок {\displaystyle BP'}, то расстояние от  точки {\displaystyle P} до неё меньше, чем до {\displaystyle \ell }. Аналогично, если третья проходящая через {\displaystyle B} прямая не пересекает отрезок {\displaystyle AP'}, то расстояние от  точки {\displaystyle P} до неё меньше, чем до {\displaystyle \ell }. Если же третья проходящая через {\displaystyle A} прямая пересекает отрезок {\displaystyle BP'} и третья проходящая через {\displaystyle B} прямая пересекает отрезок {\displaystyle AP'}, то возникает точка пересечения этих прямых. Если она не совпадает с {\displaystyle P'}, то она ближе к прямой {\displaystyle \ell }, чем {\displaystyle P}. Если же она совпадает с {\displaystyle P'}, то применим вышеприведённое рассуждение к ней и прямой  {\displaystyle \ell }. Возникнет треугольник  {\displaystyle PP''P'''}, средние линии которого образуют треугольник  {\displaystyle ABP'}. Заменяя теперь в наших рассуждениях треугольник {\displaystyle ABP} на треугольник {\displaystyle P''P'A} и действуя далее аналогично, получаем противоречие с конечностью множества.
■

### Прямое доказательство
Прямое доказательство было найдено с полувековым запозданием Келли.
Допустим неколлинеарность точек данного множества.
Выбираем пару: его точка {\displaystyle A} и прямая {\displaystyle d}, для которой расстояние от {\displaystyle A} до {\displaystyle d} минимальное положительное;
такая пара существует ввиду конечности множеств точек и соединительных прямых.
Отмечаем на {\displaystyle d} три точки: {\displaystyle B}, {\displaystyle C} и {\displaystyle D} из данного множества.
Пусть точка {\displaystyle P} есть основание перпендикуляра, опущенного из {\displaystyle A} на {\displaystyle d}.
Не умаляя общности, можно считать, что точки {\displaystyle P}, {\displaystyle B} и {\displaystyle C} следуют на {\displaystyle d} в указанном порядке;
при этом точки {\displaystyle P} и {\displaystyle B} могут совпадать.
Тогда расстояние от точки {\displaystyle B} до прямой {\displaystyle AC} положительно и меньше, чем от {\displaystyle A} до {\displaystyle d}.
Противоречие.
■

#### Замечание
Поскольку в доказательстве никак не используется условие, что все точки лежат в плоскости,
теорема Сильвестра распространяется на множества в евклидовом пространстве произвольной размерности.